# 1980年モスクワオリンピックの陸上競技
1980年モスクワオリンピックの陸上競技（1980ねんモスクワオリンピックのりくじょうきょうぎ）は、1980年に実施された。

## 概要
男子は2大会ぶりに50km競歩が実施され24種目、女子は14種目で争われた。

## 競技結果

### 男子
| 種目              | 金 | 金         | 銀                                                                                                   | 銀         | 銅                                                                                                 | 銅         |
| ----------------- | --- | ---------- | --- | ---------- | -------------------------------------------------------------------------------------------------- | ---------- |
| 100m 詳細         | アラン・ウェルズ イギリス (GBR)                                                                                  | 10秒25     | シルビオ・レオナルド キューバ (CUB)                                                                  | 10秒25     | ペタル・ペトロフ ブルガリア (BUL)                                                                  | 10秒42     |
| 200m 詳細         | ピエトロ・メンネア イタリア (ITA)                                                                                | 20秒19     | アラン・ウェルズ イギリス (GBR)                                                                      | 20秒21     | ドン・クォーリー ジャマイカ (JAM)                                                                  | 20秒29     |
| 400m 詳細         | ビクトル・マルキン ソビエト連邦 (URS)                                                                            | 44秒60     | リック・ミッチェル オーストラリア (AUS)                                                              | 44秒84     | フランク・シャファー 東ドイツ (GDR)                                                                | 44秒87     |
| 800m 詳細         | スティーブ・オベット イギリス (GBR)                                                                              | 1分45秒40  | セバスチャン・コー イギリス (GBR)                                                                    | 1分45秒85  | ニコライ・キーロフ ソビエト連邦 (URS)                                                              | 1分45秒94  |
| 1500m 詳細        | セバスチャン・コー イギリス (GBR)                                                                                | 3分38秒40  | ユルゲン・シュトラウプ 東ドイツ (GDR)                                                                | 3分38秒80  | スティーブ・オベット イギリス (GBR)                                                                | 3分38秒99  |
| 5000m 詳細        | ミルツ・イフター エチオピア (ETH)                                                                                | 13分20秒91 | スレイマン・ニャンブイ タンザニア (TAN)                                                              | 13分21秒60 | カーロ・マーニンカ フィンランド (FIN)                                                              | 13分22秒00 |
| 10000m 詳細       | ミルツ・イフター エチオピア (ETH)                                                                                | 27分42秒69 | カーロ・マーニンカ フィンランド (FIN)                                                                | 27分44秒28 | モハメド・ケディル エチオピア (ETH)                                                                | 27分44秒64 |
| マラソン 詳細     | ワルデマール・チェルピンスキー 東ドイツ (GDR)                                                                    | 2:11:03    | ヘラルト・ネイブール オランダ (NED)                                                                  | 2:11:20    | サチムクル・ジュマナザロフ ソビエト連邦 (URS)                                                      | 2:11:35    |
| 110mハードル 詳細 | トーマス・ムンケルト 東ドイツ (GDR)                                                                              | 13秒39     | アレハンドロ・カサナス キューバ (CUB)                                                                | 13秒40     | アレクサンドル・プチコフ ソビエト連邦 (URS)                                                        | 13秒44     |
| 400mハードル 詳細 | フォルカー・ベック 東ドイツ (GDR)                                                                                | 48秒70     | ワシリー・アルヒペンコ ソビエト連邦 (URS)                                                            | 48秒86     | ゲイリー・オークス イギリス (GBR)                                                                  | 49秒11     |
| 3000m障害 詳細    | ブロニスワフ・マリノフスキ ポーランド (POL)                                                                      | 8分09秒7   | フィルバート・バイ タンザニア (TAN)                                                                  | 8分12秒5   | エシェツ・ツラ エチオピア (ETH)                                                                    | 8分13秒6   |
| 4x100mリレー 詳細 | ソビエト連邦 ウラジミール・ムラヴィヨフ ニコライ・シドロフ アレクサンドル・アクシニン アンドレイ・プロコフィエフ | 38秒26     | ポーランド クシシシュフ・ズボリンスキ ゼノン・リチネルスキ レシェク・ドゥネツキ マリアン・ヴォロニン | 38秒33     | フランス アントワーヌ・リシャール パスカル・バレ パトリック・バレ エルマン・パンゾ                 | 38秒53     |
| 4x400mリレー 詳細 | ソビエト連邦 レミギウス・ヴァリウリス ミハイル・リンゲ ニコライ・チェルニエツキ ビクトル・マルキン               | 3分01秒1   | 東ドイツ クラウス・ティーレ アンドレアス・クネーベル フランク・シャファー フォルカー・ベック         | 3分01秒3   | イタリア ステファーノ・マリンヴェールニ マウーロ・ズリアーニ ロベルト・トッツィ ピエトロ・メンネア | 3分04秒3   |
| 20km競歩 詳細     | マウリツイオ・ダミラノ イタリア (ITA)                                                                            | 1:23:35:5  | ピョートル・ポチェンチュク ソビエト連邦 (URS)                                                        | 1:25:45:4  | ロナルト・ウィーザー 東ドイツ (GDR)                                                                | 1:25:58:2  |
| 50km競歩 詳細     | ハートヴィッヒ・ガウダー 東ドイツ (GDR)                                                                          | 3:49:24    | ホルヘ・リョパルト スペイン (ESP)                                                                    | 3:51:25    | エフゲニー・イフチェンコ ソビエト連邦 (URS)                                                        | 3:56:32    |
| 走高跳 詳細       | ゲルト・ベッシク 東ドイツ (GDR)                                                                                  | 2m36cm     | ヤチェク・ウショラ ポーランド (POL)                                                                  | 2m31cm     | イェルク・フライムート 東ドイツ (GDR)                                                              | 2m31cm     |
| 棒高跳 詳細       | ウワディスワフ・コザキエビッチ ポーランド (POL)                                                                  | 5m78cm     | コンスタンチン・ボルコフ ソビエト連邦 (URS)                                                          | 5m65cm     | 該当者なし                                                                                         |            |
| 棒高跳 詳細       | ウワディスワフ・コザキエビッチ ポーランド (POL)                                                                  | 5m78cm     | タデウス・スルシャルスキー ポーランド (POL)                                                          | 5m65cm     | 該当者なし                                                                                         |            |
| 走幅跳 詳細       | ルッツ・ドンブロウスキー 東ドイツ (GDR)                                                                          | 8m54cm     | フランク・パシュク 東ドイツ (GDR)                                                                    | 8m21cm     | ワレリー・ポドルジニー ソビエト連邦 (URS)                                                          | 8m18cm     |
| 三段跳 詳細       | ヤチェク・ウドミュー ソビエト連邦 (URS)                                                                          | 17m35cm    | ヴィクトル・サネイエフ ソビエト連邦 (URS)                                                            | 17m24cm    | ジョアン・カルロス・デ・オリベイラ ブラジル (BRA)                                                  | 17m22cm    |
| 砲丸投 詳細       | ウラジミル・キセリョフ ソビエト連邦 (URS)                                                                        | 21m35cm    | アレクサンドル・バリシニコフ ソビエト連邦 (URS)                                                      | 21m08cm    | ウド・バイヤー 東ドイツ (GDR)                                                                      | 21m06cm    |
| 円盤投 詳細       | ビクトル・ラシチュプキン ソビエト連邦 (URS)                                                                      | 66m64cm    | イムリフ・ブガール チェコスロバキア (TCH)                                                            | 66m38cm    | ルイス・デリス キューバ (CUB)                                                                      | 66m32cm    |
| ハンマー投 詳細   | ユーリ・セディフ ソビエト連邦 (URS)                                                                              | 81m80cm    | セルゲイ・リトビノフ ソビエト連邦 (URS)                                                              | 80m64cm    | ユーリー・タム ソビエト連邦 (URS)                                                                  | 78m96cm    |
| やり投 詳細       | ダイニス・クラ ソビエト連邦 (URS)                                                                                | 91m20cm    | アレクサンドル・マカロフ ソビエト連邦 (URS)                                                          | 89m64cm    | ヴォルフガング・ハニッシュ 東ドイツ (GDR)                                                          | 86m72cm    |
| 十種競技 詳細     | デイリー・トンプソン イギリス (GBR)                                                                              | 8495点     | ユーリ・クツェンコ ソビエト連邦 (URS)                                                                | 8331点     | セルゲイ・ゼラノフ ソビエト連邦 (URS)                                                              | 8315点     |

### 女子
| 種目              | 金                                                                                                 | 金        | 銀                                                                                             | 銀        | 銅 | 銅        |
| ----------------- | -------------------------------------------------------------------------------------------------- | --------- | ---------------------------------------------------------------------------------------------- | --------- | --- | --------- |
| 100m 詳細         | リュドミラ・コンドラチェワ ソビエト連邦 (URS)                                                      | 11秒06    | マルリース・ゲール 東ドイツ (GDR)                                                              | 11秒07    | イングリット・アウアースバルト 東ドイツ (GDR)                                                            | 11秒14    |
| 200m 詳細         | ベーベル・ヴェッケル 東ドイツ (GDR)                                                                | 22秒03    | ナタリア・ボチナ ソビエト連邦 (URS)                                                            | 22秒19    | マリーン・オッティ ジャマイカ (JAM)                                                                      | 22秒20    |
| 400m 詳細         | マリタ・コッホ 東ドイツ (GDR)                                                                      | 48秒88    | ヤルミラ・クラトフビロバ チェコスロバキア (TCH)                                                | 49秒46    | クリスティナ・ラタン 東ドイツ (GDR)                                                                      | 49秒66    |
| 800m 詳細         | ナデジダ・オリザレンコ ソビエト連邦 (URS)                                                          | 1分53秒43 | オルガ・ミネーエワ ソビエト連邦 (URS)                                                          | 1分54秒81 | タチアナ・プロビドヒナ ソビエト連邦 (URS)                                                                | 1分55秒46 |
| 1500m 詳細        | タチアナ・カザンキナ ソビエト連邦 (URS)                                                            | 3分56秒6  | クリスティアン・バルテンベルク 東ドイツ (GDR)                                                  | 3分57秒8  | ナデジダ・オリザレンコ ソビエト連邦 (URS)                                                                | 3分59秒6  |
| 100mハードル 詳細 | ベラ・コミソワ ソビエト連邦 (URS)                                                                  | 12秒56    | ヨハンナ・クリール 東ドイツ (GDR)                                                              | 12秒63    | ルチーナ・ランゲル ポーランド (POL)                                                                      | 12秒65    |
| 4x100mリレー 詳細 | 東ドイツ ロミー・ミューラー ベーベル・ヴェッケル イングリット・アウアースバルト マルリース・ゲール | 41秒60    | ソビエト連邦 ベラ・コミソワ リュドミラ・ザルコワ＝マスラコワ ベラ・アニシモワ ナタリア・ボチナ | 42秒10    | イギリス ヘザー・ハント キャシー・スモールウッド ビバリー・ゴダード ソニア・ラナマン                     | 42秒43    |
| 4x400mリレー 詳細 | ソビエト連邦 タチアナ・プロロチェンコ タチアナ・ゴイシチク ニーナ・ジュスコワ イリーナ・ナザロワ   | 3分20秒2  | 東ドイツ ガブリエレ・レーヴェ バーバラ・クルーク クリスティナ・ブレーマー マリタ・コッホ       | 3分20秒4  | イギリス リンゼイ・マクドナルド ミッシェル・プロバート ジョスリン・ホイト＝スミス ジャニーン・マクレガー | 3分27秒5  |
| 走高跳 詳細       | サラ・シメオニ イタリア (ITA)                                                                      | 1m97cm    | ウルスラ・キエラン ポーランド (POL)                                                            | 1m94cm    | ユッタ・キルスト 東ドイツ (GDR)                                                                          | 1m94cm    |
| 走幅跳 詳細       | タチアナ・コルパコワ ソビエト連邦 (URS)                                                            | 7m06cm    | ブリジット・ヴーヤク 東ドイツ (GDR)                                                            | 7m04cm    | タチアナ・スカチコ ソビエト連邦 (URS)                                                                    | 7m01cm    |
| 砲丸投 詳細       | イローナ・スルピアネク 東ドイツ (GDR)                                                              | 22m41cm   | スベトラーナ・クラチェフスカヤ ソビエト連邦 (URS)                                              | 21m42cm   | マルギッタ・プフェ 東ドイツ (GDR)                                                                        | 21m20cm   |
| 円盤投 詳細       | エベリン・ヤール 東ドイツ (GDR)                                                                    | 69m96cm   | マリア・ペトコワ ブルガリア (BUL)                                                              | 67m90cm   | タチアナ・レソバヤ ソビエト連邦 (URS)                                                                    | 67m40cm   |
| やり投 詳細       | マリア・コロン キューバ (CUB)                                                                      | 68m40cm   | サイダ・グンバ ソビエト連邦 (URS)                                                              | 67m76cm   | ウーテ・ホンモラ 東ドイツ (GDR)                                                                          | 66m56cm   |
| 五種競技 詳細     | ナデジダ・トカチェンコ ソビエト連邦 (URS)                                                          | 5083点    | オルガ・ルカビシュニコワ ソビエト連邦 (URS)                                                    | 4937点    | オルガ・クラギナ ソビエト連邦 (URS)                                                                      | 4875点    |

## 各国メダル数
| 順 | 国・地域               | 金 | 銀 | 銅 | 計 |
| -- | ---------------------- | -- | -- | -- | -- |
| 1  | ソビエト連邦 (URS)     | 15 | 14 | 12 | 41 |
| 2  | 東ドイツ (GDR)         | 11 | 8  | 10 | 29 |
| 3  | イギリス (GBR)         | 4  | 2  | 4  | 10 |
| 4  | イタリア (ITA)         | 3  | 0  | 1  | 4  |
| 5  | ポーランド (POL)       | 2  | 4  | 1  | 7  |
| 6  | エチオピア (ETH)       | 2  | 0  | 2  | 4  |
| 7  | キューバ (CUB)         | 1  | 2  | 1  | 4  |
| 8  | チェコスロバキア (TCH) | 0  | 2  | 0  | 2  |
| 8  | タンザニア (TAN)       | 0  | 2  | 0  | 2  |
| 10 | ブルガリア (BUL)       | 0  | 1  | 1  | 2  |
| 10 | フィンランド (FIN)     | 0  | 1  | 1  | 2  |
| 12 | オーストラリア (AUS)   | 0  | 1  | 0  | 1  |
| 12 | オランダ (NED)         | 0  | 1  | 0  | 1  |
| 12 | スペイン (ESP)         | 0  | 1  | 0  | 1  |
| 15 | ジャマイカ (JAM)       | 0  | 0  | 2  | 2  |
| 16 | ブラジル (BRA)         | 0  | 0  | 1  | 1  |
| 16 | フランス (FRA)         | 0  | 0  | 1  | 1  |

## ジャッジ
オーストラリアやスカンジナビアの選手から投擲や跳躍種目で西欧選手に不利なジャッジがされているとの声が出て、IOCは、IAAFに対して、ソ連の審判員と役員が不正を行っているとのクレームに対して調査を行うよう命じた。